# مارکوس اوبرلایتنر
مارکوس اوبرلایتنر (انگلیسی: Markus Oberleitner؛ زادهٔ ۱۶ اوت ۱۹۷۳) بازیکن فوتبال اهل آلمان است.
از باشگاه‌هایی که در آن بازی کرده‌است می‌توان به باشگاه فوتبال گروتر فورث، باشگاه فوتبال بایرن مونیخ، و باشگاه فوتبال فورتونا دوسلدورف اشاره کرد.